# Parabopyrella nierstraszi
Parabopyrella nierstraszi är en kräftdjursart som först beskrevs av Goverdhan Lal Chopra 1930.  Parabopyrella nierstraszi ingår i släktet Parabopyrella och familjen Bopyridae. Inga underarter finns listade i Catalogue of Life.